# Тысяченожки
Тысяченожки (лат. Chilognatha) — подкласс двупарноногих многоножек. Собственно к тысяченожкам относится подавляющее большинство двупарноногих многоножек, кроме кистехвостов (Polyxenida) и представителей древнего палеозойского подкласса Arthropleuridea. От кистехвостов, имеющих мягкие покровы, тысяченожки отличаются очень уплотнёнными покровами, которые обычно имеют в своем составе много карбоната кальция.

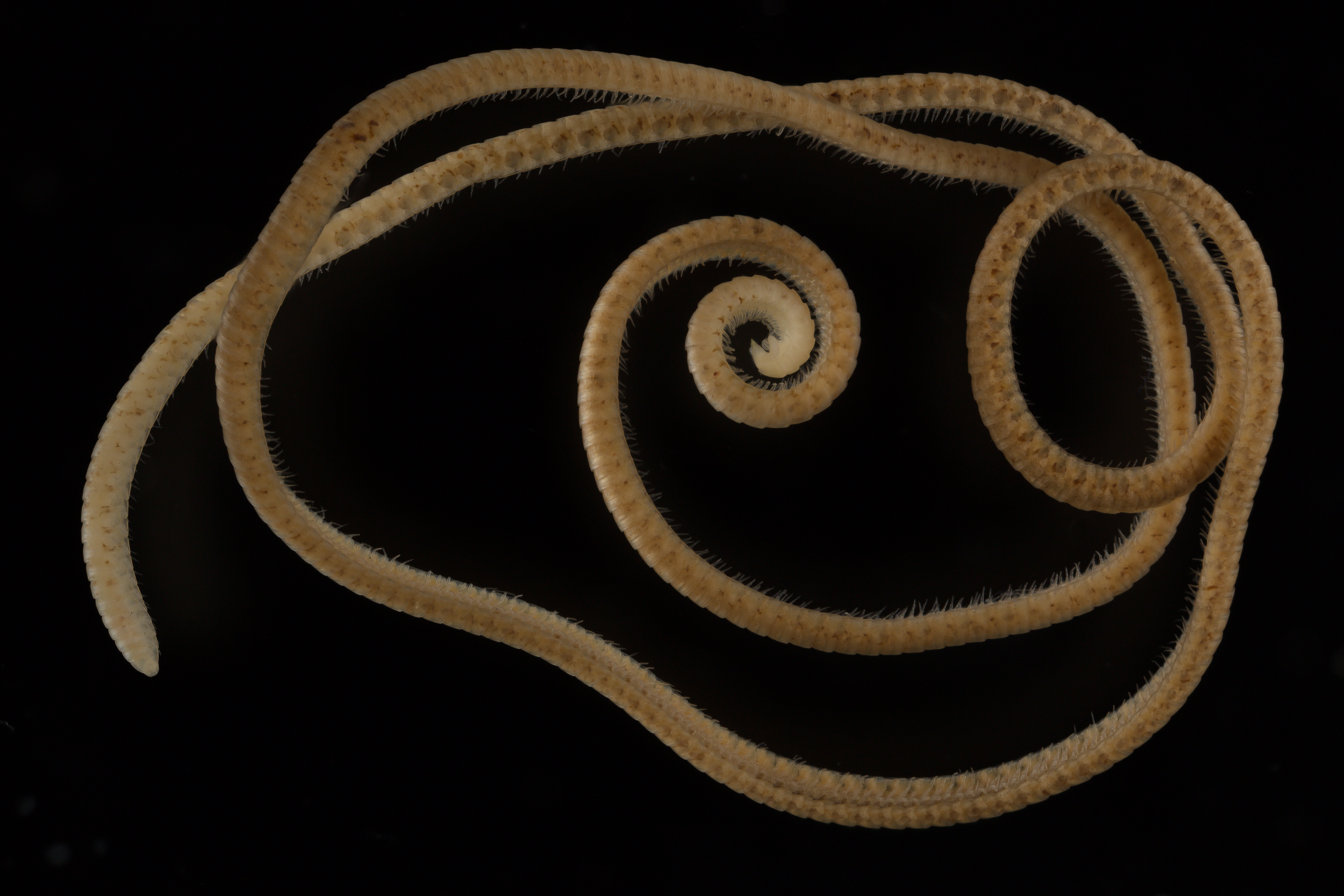
Самка Eumillipes persephone с 1306 ногами (653 пары ног)

У большинства тысяченожек, несмотря на название, ног значительно меньше тысячи. Лишь у некоторых видов их количество приближается к этому числу. Например, некоторые представители вида Illacme plenipes (Siphonophorida: Siphonorhinidae) из Северной Америки могут иметь до 750 ног (375 пар ног). И только многоножки вида Eumillipes persephone (Polyzoniida, Siphonotidae) из Австралии полностью оправдывают название всего подкласса, некоторые из них могут обладать до 1306 ногами (653 пары ног), что является абсолютным рекордом по количеству конечностей не только среди тысяченожек, но и среди всех живых существ на Земле.

## Описание

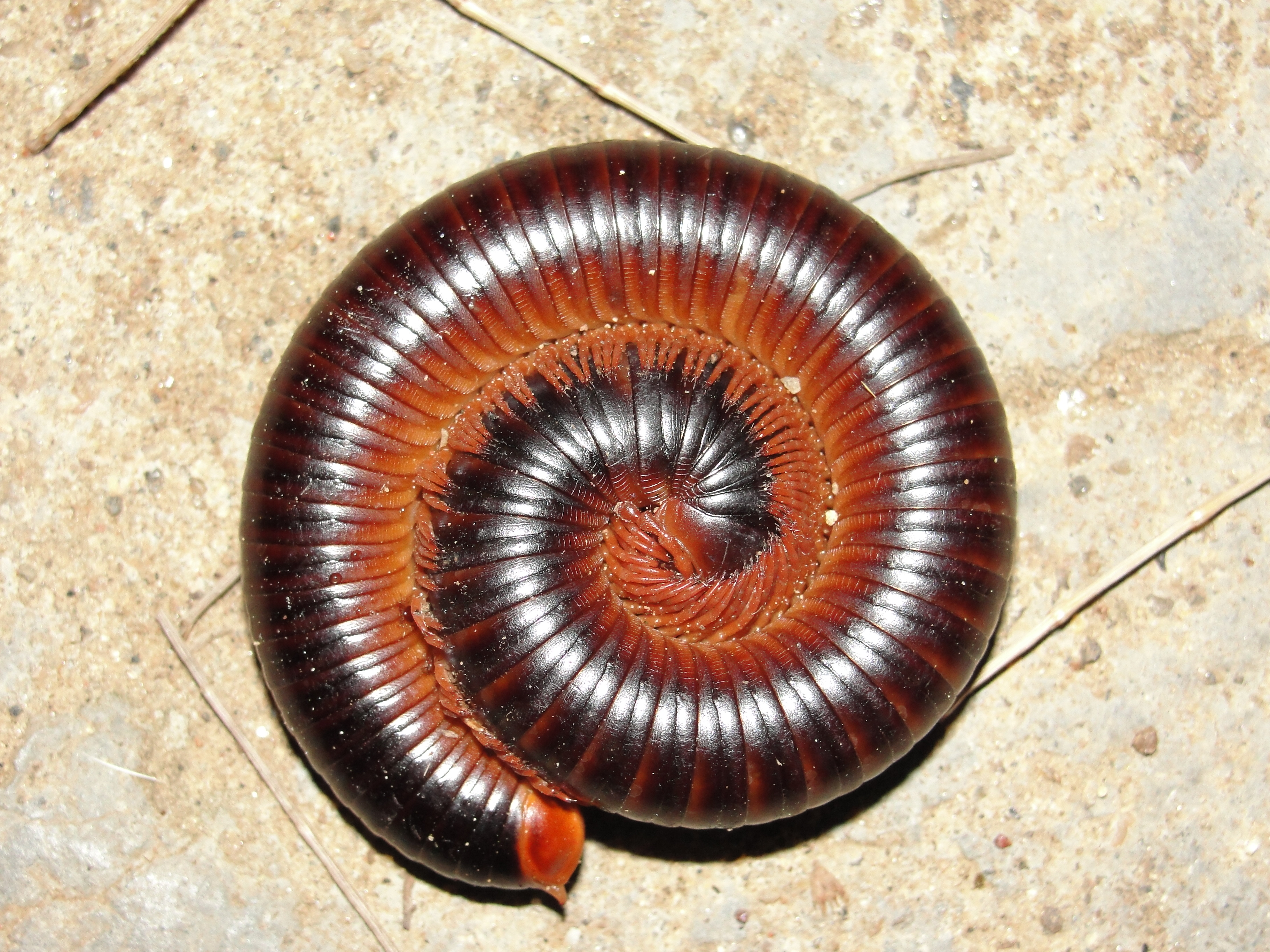
Свернувшаяся спиралью тысяченожка (Juliformia sp.)

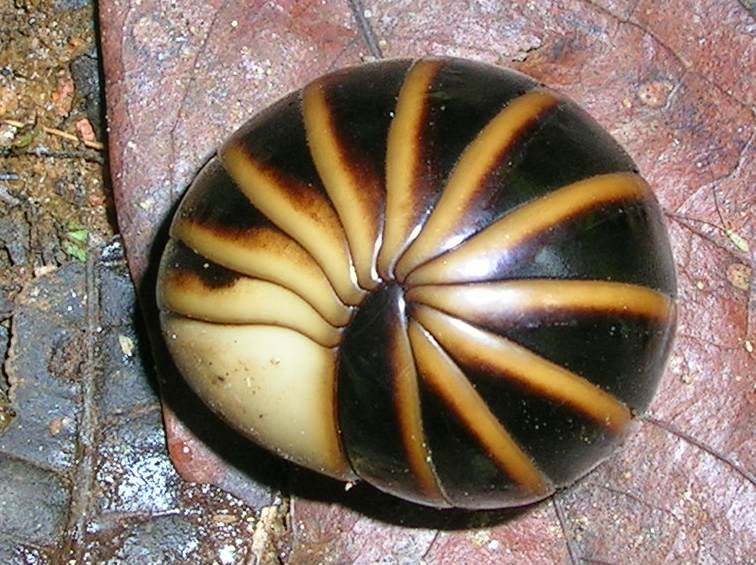
Свернувшаяся в клубок тысяченожка из рода Arthrosphaera (Sphaerotheriida)

Вообще тело у тысяченожек очень вытянутое, округлое в поперечном сечении, состоит из головы и однородного сегментированного туловища, все сегменты которого, кроме трёх передних, имеют по две пары ног. На ближайшем к голове сегменте конечностей нет вообще, они входят в состав ротового аппарата как часть нижней непарной пластинки (гнатохилария). На втором и третьем сегментах по одной паре конечностей. На третьем сегменте открывается половое отверстие. Ноги у тысяченожек маленькие, достаточно тонкие и слабые. И хотя движения каждой отдельной ножки быстрые, в целом тысяченожки передвигаются медленно. При движении сокращения мускулатуры ног пробегают волнообразно от передних к задним ногам, поэтому расположенные очень близко одна к другой ноги двигающейся тысяченожки имеют вид сплошной волнообразно изгибающейся складки. Спинные щитки у тысяченожек охватывают бо́льшую часть поверхности тела, они очень прочные. В случае опасности тысяченожки сворачиваются кольцом или спиралью так, что голова и ноги оказываются под защитой спинного панциря. Многие тысяченожки имеют железы, выделяющие ядовитые вещества, нередко с очень резким запахом. У некоторых тропических видов выделения этих желез содержат синильную кислоту.
Оплодотворение внутреннее, сперматофорное. Самец выделяет из полового отверстия сперматофор, пакет с семенной жидкостью, который подхватывается передними половыми ножками и передается назад к видоизменённым совокупительным конечностям гоноподиям (у кивсяков они находятся на 8—9-м сегментах), которыми он переносит сперматофор к половому отверстию самки. После спаривания самка откладывает в землю комочки яиц, покрытых для защиты от высыхания выделяемой слизью, смешанной с почвой. Некоторые тысяченожки, такие как представители рода Craspedosoma из отряда Chordeumatida, сооружают гнездо, которое выстилают паутиной. Личинки выходят из яиц с неполным набором сегментов и всего с тремя или (у Polyzonium germanicum из отряда Polyzoniida) четырьмя парами ног (на сегментах переднего отдела туловища), хотя у некоторых видов, таких как Pachyiulus flavipes (Julida) в этот момент уже много пар ног.
Все тысяченожки ведут наземный образ жизни, обитают на поверхности почвы (в лесной подстилке, под опавшими листьями и другими растительными остатками, под камнями, бревнами и стволами упавших деревьев) или в её верхних, как правило, влажных и богатых гумусом слоях, где питаются разлагающимися растительными остатками и гниющими веществами (сапрофаги). Тысяченожки, упираясь ногами, легко могут рыться не только в мягком субстрате, например, в гниющих листьях, но и в самой почве, по мере подсыхания верхних слоев которой они перемещаются в более глубокие слои. Такому прониканию в глубину способствует округлая, как у дождевых червей, форма их тела.
Тысяченожки являются очень древними животными, их ископаемые остатки известны по крайней мере с конца силурийского периода палеозойской эры.

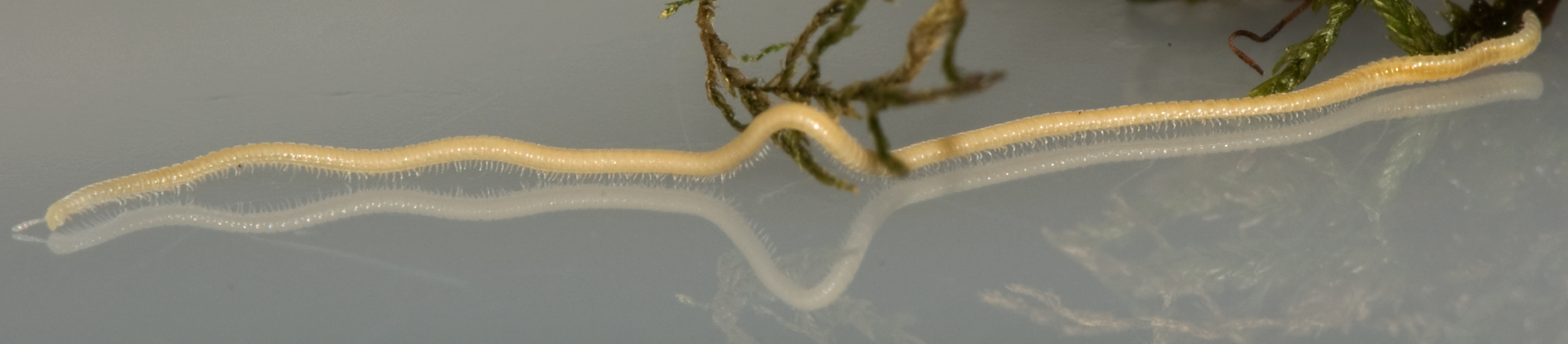
Самка Illacme plenipes с 618 ногами (309 пар ног)

## Классификация

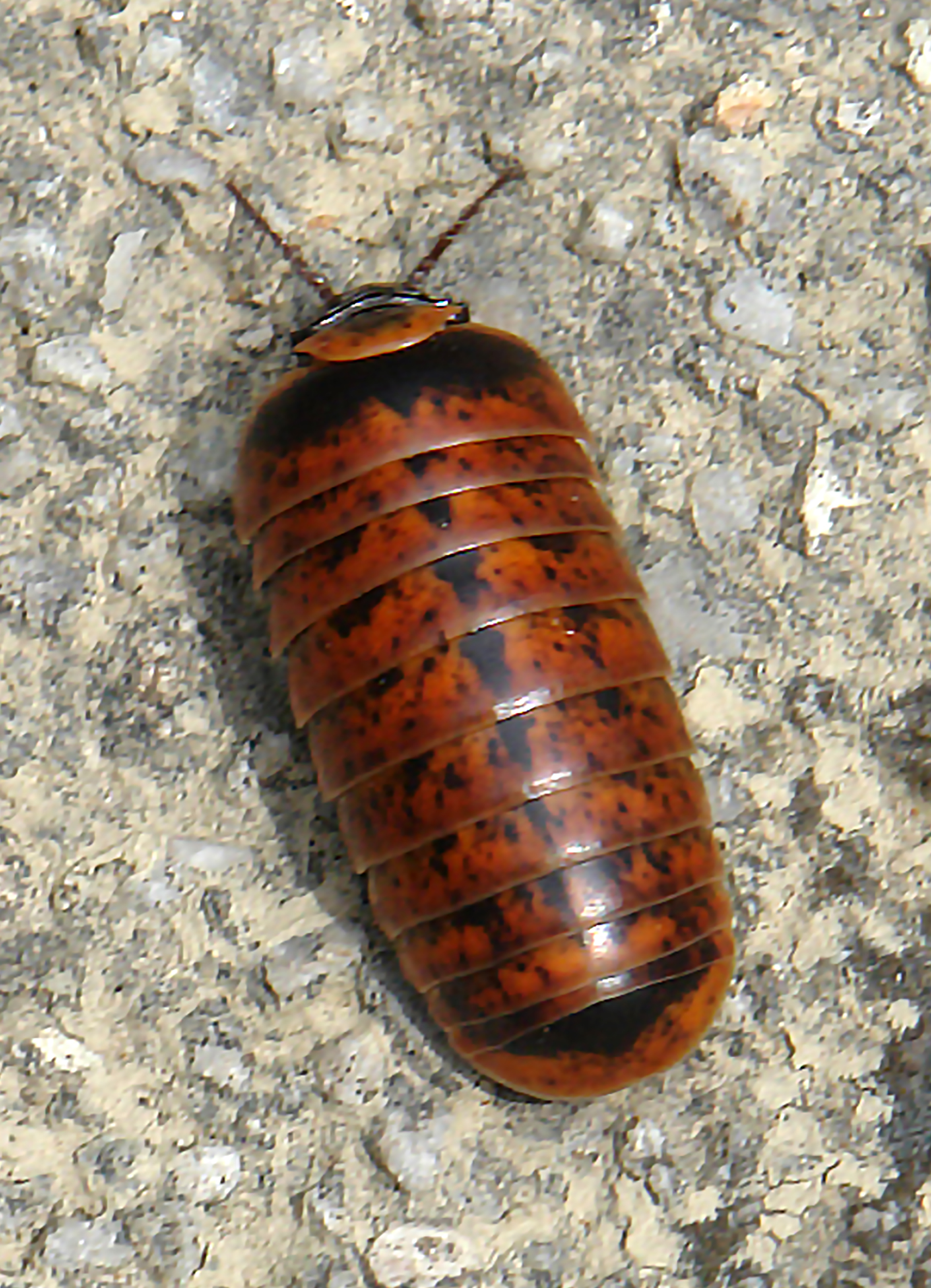
Glomeris klugii (Glomerida)

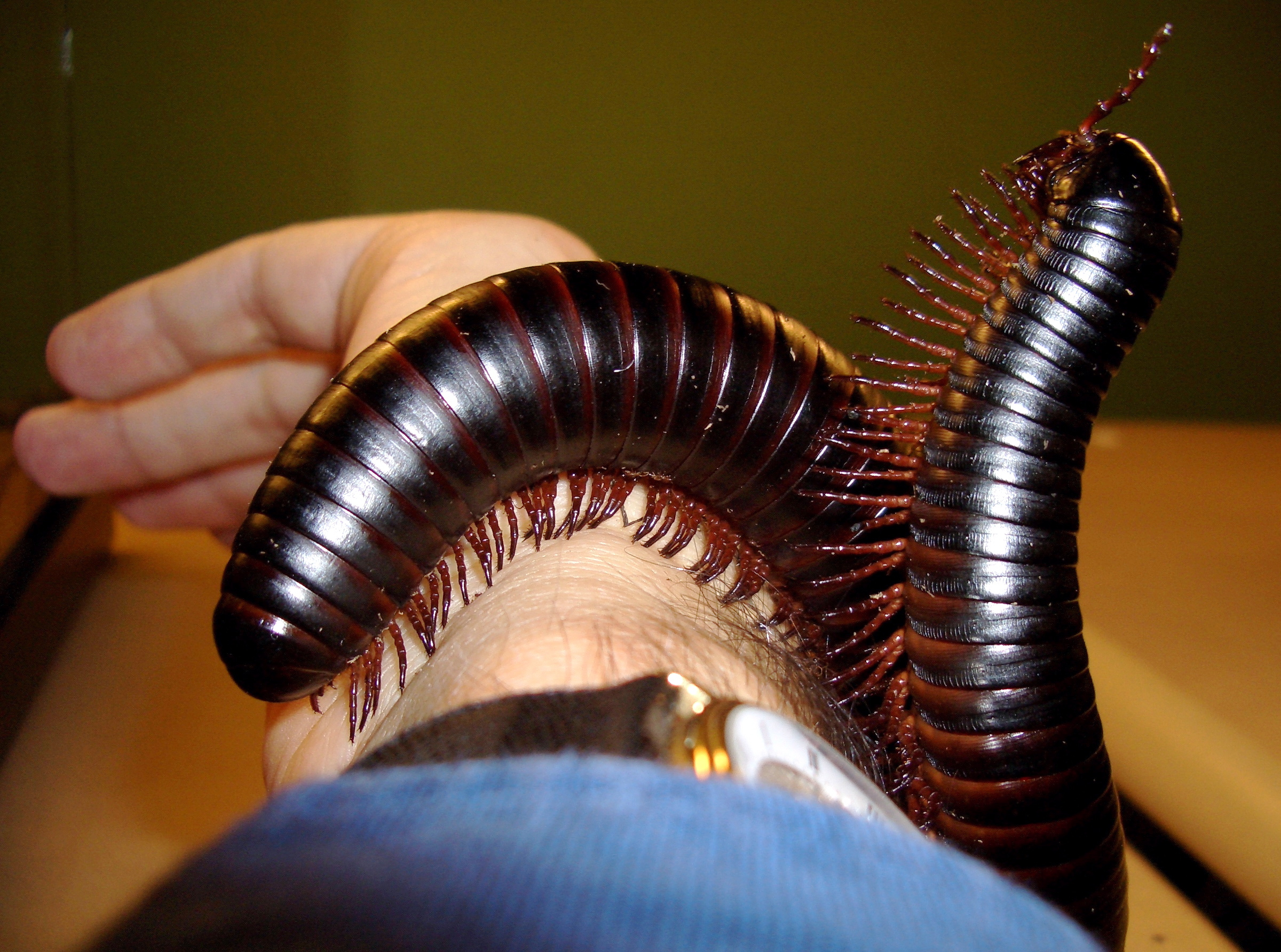
Juliformia sp.

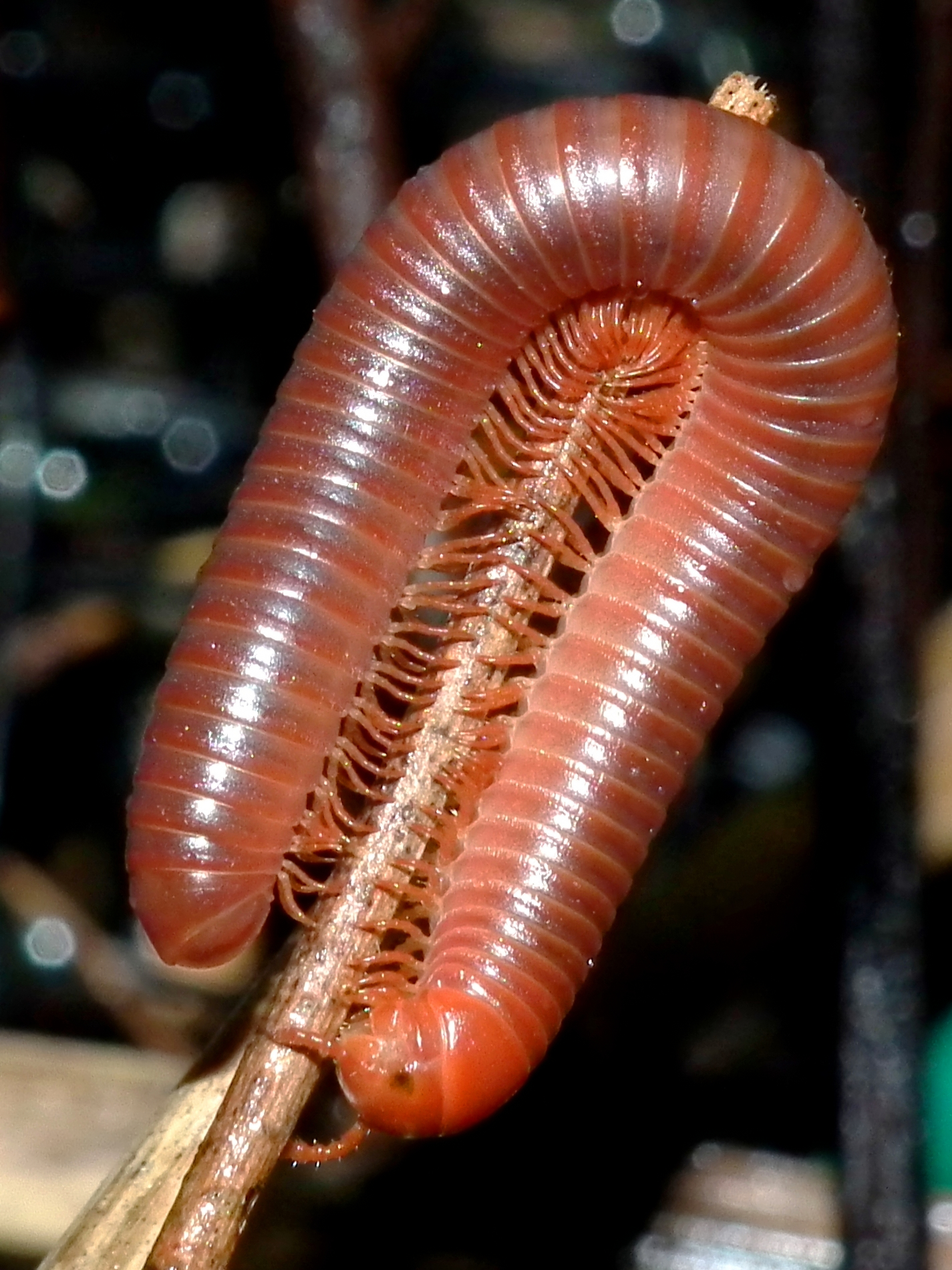
Juliformia sp.

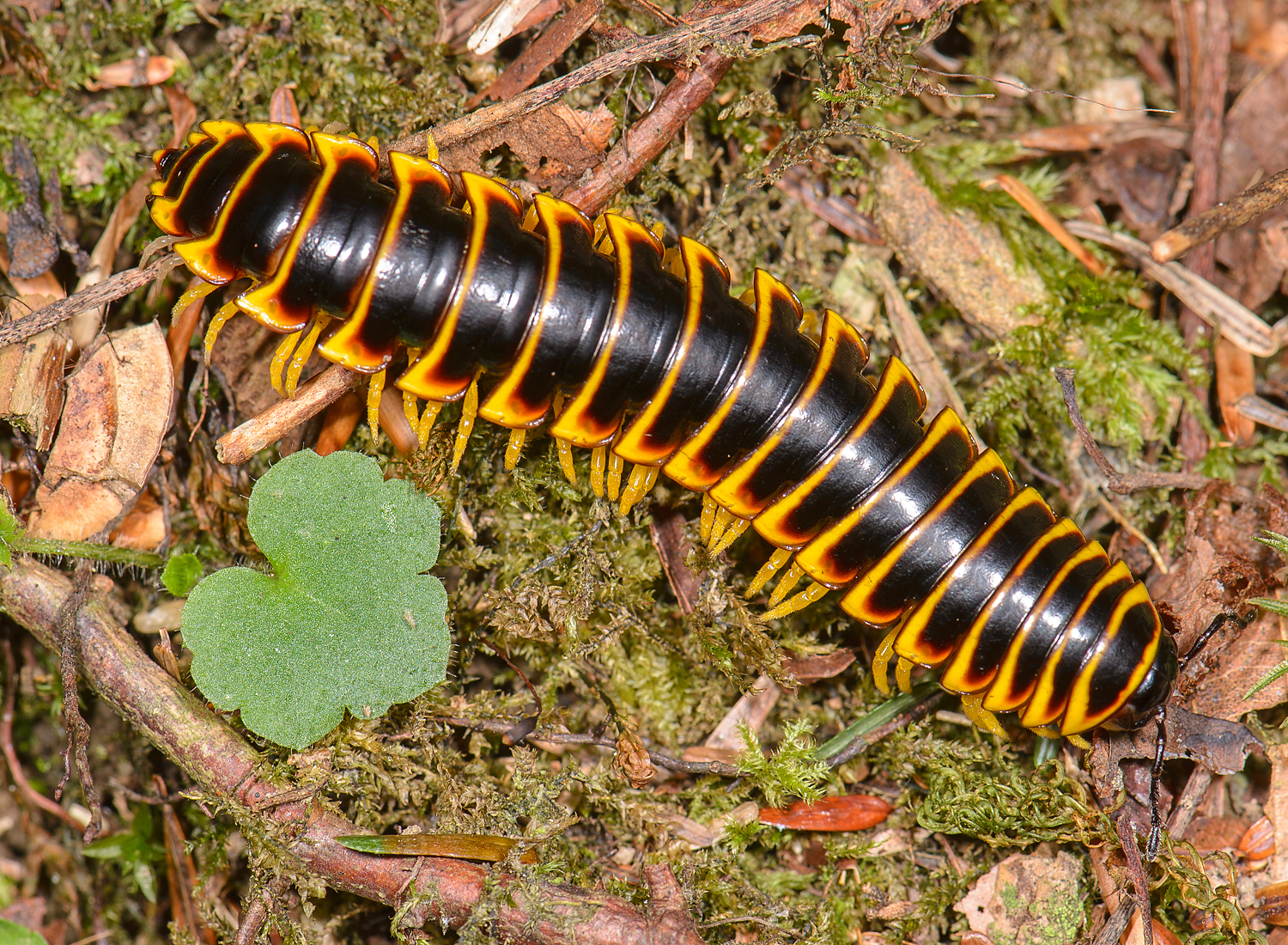
Apheloria virginiensis (Polydesmida)

Подкласс Chilognatha подразделяют на 2 инфракласса с 17 отрядами, включающими более 130 семейств и примерно 12 000 видов:
- Подкласс Chilognatha Latrielle, 1802/1803
  - Инфракласс Pentazonia Brandt, 1833
    - Отряды incertae sedis
      - † Отряд Zosterogrammida Wilson, 2005

    - Надотряд Limacomorpha Pocock, 1894
      - Отряд Glomeridesmida Cook, 1895 (2 семейства)

    - Надотряд Oniscomorpha Pocock, 1887 — Многоножки-броненосцы
      - Отряд Glomerida Brandt, 1833 (2 семейства)
      - Отряд Sphaerotheriida Brandt, 1833 (4 семейства)

  - Инфракласс Helminthomorpha Pocock, 1887
    - Отряд Platydesmida Cook, 1895 (2 семейства)
    - Отряд Polyzoniida Cook, 1895 (3 семейства)
    - Отряд Siphonocryptida Cook, 1895 (1 семейство)
    - Отряд Siphonophorida Newport, 1844 (2 семейства)
    - Надотряд Juliformia Attems, 1926
      - Отряд Julida Brandt, 1833 — Кивсяки (5 надсемейств, 17 семейств)
      - Отряд Spirobolida Cook, 1895
        - Подотряд Spirobolidea Cook, 1895 (11 семейств)
        - Подотряд Trigoniulidea Brolemann, 1913 (2 семейства)

      - Отряд Spirostreptida Brandt, 1833
        - Подотряд Cambalidea Cook, 1895 (5 семейств)
        - Подотряд Spirostreptidea Brandt, 1833 (2 надсемейства, 5 семейств)

    - Надотряд Nematophora Verhoeff, 1913 — Нитеносцы
      - Отряд Callipodida Pocock, 1894
        - Подотряд Callipodidea Pocock, 1894 (1 семейство)
        - Подотряд Schizopetalidea Hoffman, 1973 (5 семейств)
        - Подотряд Sinocallipodidea Shear, 2000 (1 семейство)

      - Отряд Chordeumatida Pocock 1894
        - Подотряд Chordeumatidea Pocock 1894 (1 надсемейство, 2 семейства)
        - Подотряд Craspedosomatidea Cook, 1895 (7 надсемейств, 32 семейства)
        - Подотряд Heterochordeumatidea Shear, 2000 (4 надсемейства, 10 семейств)
        - Подотряд Striariidea Cook, 1896 (2 надсемейства, 5 семейств)

      - Отряд Stemmiulida Cook, 1895 (1 семейство)
      - Отряд Siphoniulida Cook, 1895 (1 семейство)

    - Надотряд Merochaeta Cook, 1895
      - Отряд Polydesmida Pocock, 1887 — Многосвязы
        - Подотряд Leptodesmidea Brolemann, 1916 (5 надсемейств, 13 семейств)
        - Подотряд Dalodesmidea Hoffman, 1980 (2 семейства)
        - Подотряд Strongylosomatidea Brolemann, 1916 (1 семейство)
        - Подотряд Polydesmidea Pocock, 1887
          - Инфраотряд Oniscodesmoides Simonsen, 1990 (2 надсемейства, 5 семейств)
          - Инфраотряд Polydesmoides Pocock, 1887 (4 надсемейства, 8 семейств)